# Leave Home
Leave Home è il secondo album del gruppo punk Ramones, uscito nel 1977.

## Descrizione
La band aveva già scritto la gran parte delle canzoni che appaiono sui loro primi due album quando firmò il contratto con la Sire. I brani furono rigidamente posizionati cronologicamente sui primi due album; come rivelò Johnny Ramone: «Li registrammo nell'ordine in cui li avevamo scritti; volevamo mostrare i nostri lenti progressi nello scrivere canzoni»..
Craig Leon, il produttore del loro primo disco, Ramones, lasciò la Sire Records a metà 1976 e fu quindi rimpiazzato da Tony Bongiovi. Bongiovi aveva già lavorato insieme a Tommy Ramone nei Record Plant Studios durante la produzione dell'album di Jimi Hendrix Band of Gypsys..

### La censura diCarbona Not Glue
L'edizione originale dell'album conteneva il brano Carbona Not Glue come quinta traccia su disco. La canzone venne rimossa dall'album dietro ordine di Tony Morris, il Direttore della Phonogram UK, importatrice britannica per la Sire. Il brano Now I Wanna Sniff Some Glue, contenuto nell'album di debutto della band, aveva già causato parecchie controversie a causa dei suoi contenuti, e Morris non voleva che l'incidente si ripetesse con un'altra canzone sulla "droga". L'album venne ripubblicato con Babysitter al posto di Carbona Not Glue. In aggiunta, Carbona era la marca di uno smacchiatore liquido in commercio, così la canzone fu rimossa anche per prevenire eventuali cause di violazione di copyright. Nella versione inglese del disco con Babysitter, il titolo del brano non figurava nemmeno sul retro di copertina. Si faceva riferimento alla canzone solo sull'etichetta del vinile stesso.
Quando la Sire Records cambiò distributore, passando dalla ABC Records alla Warner Bros. Records (che aveva acquisito la compagnia), fu immessa sul mercato una terza versione del disco, Babysitter fu rimpiazzata da Sheena Is a Punk Rocker, un singolo non programmato per essere incluso nell'album e già destinato a comparire (in un mix differente) sul prossimo disco del gruppo, Rocket to Russia.

## Tracce
Tutte la tracce sono state scritte dai Ramones, eccetto dove indicato diversamente.
1. Glad to See You Go - 2:10
2. Gimme Gimme Shock Treatment - 1:38
3. I Remember You - 2:15
4. Oh Oh I Love Her So - 1:56
5. Carbona Not Glue - 1:51 (*)
6. Suzy Is a Headbanger - 2:08
7. Pinhead - 2:42
8. Now I Wanna Be a Good Boy - 2:10
9. Swallow My Pride - 2:03
10. What's Your Game - 2:33
11. California Sun - 1:58 (Henry Glover, Morris Levy)
12. Commando - 1:50
13. You're Gonna Kill That Girl - 2:36
14. You Should Never Have Opened That Door - 1:54

(*) Carbona Not Glue compare solo nelle primissime stampe dell'album e fu poi sostituita da Sheena Is a Punk Rocker (Ramones - 2:45) per la versione statunitense dell'album e da Babysitter (Ramones - 2:44) per la versione esportata nel resto del mondo. Il motivo è presto detto: Carbona era un marchio registrato.
Nelle ristampe successive, si mantennero le tracce della versione originale dell'album, inserendo Babysitter come quindicesima traccia. Sheena Is a Punk Rocker fu "recuperata" nell'album successivo, Rocket to Russia.

## Formazione
- Joey Ramone - voce
- Johnny Ramone - chitarra
- Dee Dee Ramone - basso e voce d'accompagnamento
- Tommy Ramone - batteria

## Curiosità
La canzone Now I Wanna Be a Good Boy è comparsa in un episodio della serie televisiva Le nuove avventure di Scooby Doo.